# タツモリ家の食卓
『タツモリ家の食卓』（タツモリけのしょくたく）は、古橋秀之のSF、ライトノベルのシリーズ。ファーストコンタクトテーマあり、スペースオペラありのSFコメディである。イラストは前嶋重機。電撃文庫（メディアワークス）より2000年5月から12月まで全3巻が刊行された。

## ストーリー
あの日、見たことない生き物を拾って以来タツモリ家では銀河規模の大騒動に巻き込まれる出来ごとが絶えない。お茶の間スペースオペラ。

## 登場人物

### 主要メンバー
龍守忠介（たつもり ただすけ）
主人公。飄々としたホトケ顔の高校生。おっとりした性格だが、どこか底が知れない。
本人に自覚は無いが、天性の指揮官。常に冷静沈着で、いざという時の判断・決断・行動は、恐ろしいほど的確。人心掌握力も特筆もので、周囲をごく自然に従わせてしまう。
第一巻では、その能力で、事実上地球そのものと、地球上の全生命体を救っている。
龍守陽子（たつもり ようこ）
忠介の妹。しっかりものだが若干ブラコン気味。
龍守家の実質的な家長で、その眼光にはカーツやバルシシアも逆らえない。
ミュウミュウ
意志を持った巨大なエーテル波動、超生命体〈リヴァイアサン〉の幼体（簡単に言うと「宇宙人たちでさえ畏れる龍神の子供」）。女の赤ちゃんの姿に擬態している。
地球に不時着したところを、忠介に拾われなついてしまう。忠介の言うことしかきかない。
カーツ大尉
銀河連邦軍特務監査官。ク・ドラン族。外見は青い毛並みに金目の猫。連邦最速航行体〈スピードスター〉を駆る。
口調は知的な（時に嫌味な）エリートだが、マーキングを筆頭とする「生活様式」もまた猫に近く、時に陽子に猫のように容赦なくお仕置きされ、ミュウミュウには尻尾をおもちゃにされ、そのたびに猫のような悲鳴を上げる。
バルシシア・ギルガガガントス15-03E
銀河連邦と敵対するグロウダイン帝国の第三皇女。〈鉄拳皇女〉と呼ばれる。姿形は人間（黒い肌の美女）だが、実は金属生命体。
高速御座砲艦〈突撃丸〉指揮官にして対艦思考弾体（グロウダイン人、特に皇族は超人的な肉体を持ち、わが身を砲弾として敵艦に撃ち込み格闘戦で破壊するのが得意技）。趣味はTV時代劇鑑賞。
タツモリ家でもカーツとはたびたび抗争を展開するが、傍から見たら居候娘が猫と喧嘩しているようにしか見えない。

### アルゴス
龍守達夫（たつもり たつお）
科学者。忠介と陽子の父親。
鈴木
アルゴスのエージェント。一見ただの中年男だがかなりの切れ者で、普通の人間は存在すら知らない銀河連邦やグロウダイン帝国の内情にも通じている。
島崎
アルゴスの科学者。少々マッドサイエンティスト気味。

### グロウダイン
ジェダダスターツ
高速御座砲艦〈突撃丸〉艦長。次元刀殺法の使い手。
かつて帝国の内乱鎮圧のあおりで妹を殺されており、皇族に含むところがあるが、バルシシアのことは妹のように慈しんでいる。
きわめて寡黙かつ無表情で、バルシシア以外の人間に笑顔を見せたことがない。
オルドドーン・ヴォルデデデステス326-988G
戦略神官。バルシシア付きの参謀。
好戦的で他種族全般に警戒心が強いグロウダイン人にしては良識的で話が分かる性格だが、昔話をさせると長い。
ゼララステラ
航海師。猟奇的に口が悪い。光沢のある銀色の肌に銀の髪の美女。
メルルリリス
ゼララステラ付きの従軍女官。肌色がかった銀の肌に金属的な青い髪。
リルルメリス
ゼララステラ付きの従軍女官。肌色がかった銀の肌に金属的な赤い髪。
ザカルデデルド
砲術師。ノッポ。
ゼロロスタン
観測師。チビ。
ボラランダル
操舵師。デブ。
アルルエンバー
機関師。職人気質の老人で、〈突撃丸〉のハイパードライブを勘で整備維持している。
ブラムダダリア・ギルガガガントス
グロウダイン帝国第一皇女。バルシシアの姉。
ゾルルミナス・ギルガガガントス15-02F
グロウダイン帝国第二皇女。バルシシアの姉。

### 自衛隊
倉本翼（くらもと つばさ）
三等陸尉。第五二普通科連隊第四中隊重装小隊隊長。
陸自が極秘裏に開発したパワードスーツ部隊の隊長。反宇宙人テロ組織「青い地球」の一員である上官にミュウミュウ奪取を命じられ、バルシシアと闘うことになる。
手力隼人（たじから はやと）
倉本に内緒でパワードスーツを改造強化、バルシシア相手に善戦して引き分ける。
曹長。第一重歩班班長。
寺山和臣（てらやま かずおみ）
三曹。第一重歩班。
小田切拓也（おだぎり たくや）
一士。整備班。

### その他
- キーパー：銀河系に生息する知的生命体全体の保護者にして調停者たる種族のひとり（正確には集合知性の「一部」）。チェックは細かいが性格は大雑把で、ミュウミュウを「駆除」するために太陽を超新星化させて太陽系を丸ごと巻き添えに破壊しても平気。

## 既刊一覧
- 古橋秀之（著）・前嶋重機（イラスト）、 メディアワークス〈電撃文庫〉、全3巻
  - 『タツモリ家の食卓　超生命襲来!!』、2000年5月10日発売[1]、ISBN 978-4840215190
  - 『タツモリ家の食卓2 星間協定調印』、2000年9月10日発売[2]、ISBN 978-4840216135
  - 『タツモリ家の食卓3 対エイリアン部隊』、2000年12月21日発売[3]、ISBN 978-4840217132